# Paddy Belton
Patrick „Paddy“ Belton (irisch Pádraig de Béalatún, * 25. Juni 1926; † 22. Mai 1987) war ein irischer Politiker und saß von 1963 bis 1977 für die Fine Gael im Dáil Éireann, dem Unterhaus des irischen Parlaments.
Belton wurde am 30. Mai 1963 bei den Nachwahlen im Wahlkreis Dublin North-East für die Fine Gael in den 17. Dáil Éireann gewählt und besetzte so den vakanten Sitz seines im Februar verstorbenen Bruders Jack Belton neu. In den Jahren 1965, 1969 sowie 1973 wurde Paddy Belton jeweils wiedergewählt. Bei den Wahlen 1977 zum 21. Dáil konnte er sein Mandat jedoch nicht mehr verteidigen.
Belton gehörte auch dem Stadtrat von Dublin an und bekleidete vom 3. Juli 1978 bis Juni 1979 das Amt des Oberbürgermeisters der Stadt (Lord Mayor of Dublin).

## Familie
Paddy Belton entstammte einer politisch sehr aktiven Familie. Bereits sein Vater Patrick Belton war Abgeordneter im Dáil Éireann. Aber auch Paddy Beltons Brüder Jack und Richard schlugen diese Karriere ein. Richards Tochter Avril Doyle saß von 2004 bis 2009 im Europäischen Parlament.